# Polymerus nigrigulis
Polymerus nigrigulis är en insektsart som beskrevs av Knight 1926. Polymerus nigrigulis ingår i släktet Polymerus och familjen ängsskinnbaggar. Inga underarter finns listade i Catalogue of Life.